# Efharisto
Efharisto är en låt som framfördes av Bosson i Melodifestivalen 2004. Bidraget som skrevs av Ingela "Pling" Forsman, Bobby Ljunggren och Henrik Wikström tog sig vidare till Andra chansen där den slutade på 6:e plats.
Singeln nådde som högst 24:e plats på den svenska singellistan.
Melodin testades på Svensktoppen den 25 april 2004, men misslyckades med att ta sig in på listan 
Under Melodifestivalen 2012 var låten med i "Tredje chansen".

## Listplaceringar
| Lista (2004) | Position |
| ------------ | -------- |
| Sverige      | 24       |